# Rezerwat przyrody Haburské rašelinisko
Rezerwat przyrody Haburské rašelinisko (słow. Prírodná rezervácia Haburské rašelinisko) – rezerwat przyrody w grupie górskiej Laborecká vrchovina na Słowacji, na terenie Obszaru Chronionego Krajobrazu Wschodnie Karpaty. Powierzchnia 1,34 ha.

## Położenie
Rezerwat znajduje się w grzbietowej strefie głównego wododziału europejskiego (głównego grzbietu Karpat) pomiędzy wzniesieniem Koprywnicznej (709 m n.p.m.) na północnym zachodzie a bezimiennym wypiętrzeniem grzbietu (704 m n.p.m.) na południowym wschodzie, w granicach katastralnych wsi Habura w powiecie Medzilaborce. Jego północno-wschodnia granica opiera się o granicę państwową polsko-słowacką. Teren rezerwatu leży na wysokości ok. 690 m n.p.m.
Po stronie polskiej do granicy rezerwatu Haburské rašelinisko przylega granica polskiego rezerwatu Źródliska Jasiołki w Beskidzie Niskim.

## Historia
Rezerwat Haburské rašelinisko został utworzony w 1981 r.

## Przedmiot ochrony
Rezerwat utworzono w celu ochrony fragmentu podmokłych, zatorfionych łąk na grzbiecie szerokiego w tym miejscu wododziału karpackiego. Zaliczane są one do nielicznych już, zachowanych torfowisk grzbietowych w Karpatach Zachodnich, stanowiąc dużą rzadkość z punktu widzenia fitogeograficznego. Po stronie polskiej wspomniany rezerwat Źródliska Jasiołki obejmuje w tym miejscu znaczny obszar tego samego biotopu.

## Flora
Wśród wielu gatunków roślin, charakterystycznych dla tego typu zespołów w tej części Karpat, najcenniejszym przedstawicielem flory jest tu wilczomlecz austriacki (Euphorbia austriaca A. Kern, słow. Mliečnik sojakov). Ta  niepozorna roślina jest przedstawicielem flory wschodniokarpackiej. Na Słowacji występuje prawie wyłącznie w Wyhorlacie i w Górach Bukowskich, zaś w Polsce – w Bieszczadach i właśnie w Beskidzie Niskim. Tu ma zapewne jedno z najbardziej na zachód wysuniętych stanowisk.

## Turystyka
Ściśle granicą państwową, wzdłuż północno-wschodniej granicy rezerwatu, prowadzi słowacki, znakowany kolorem czerwonym  graniczny szlak turystyczny. Odcinek najbardziej podmokły pokonuje on ciągiem drewnianych kładek.